# Kuba-Ara

Verbreitungsgebiet Kuba

Der Dreifarben- oder Kuba-Ara (Ara tricolor) ist eine ausgestorbene Vogelart aus der Gattung der Eigentlichen Aras (Ara) innerhalb der Familie der Eigentlichen Papageien (Psittacidae). Seine Größe betrug etwa 50 bis 60 Zentimeter.

## Geschichte des Aussterbens
Um 1800 war der Dreifarbenara noch relativ häufig auf Kuba und der Isla de Pinos vertreten. Die rasche Besiedelung und starke landwirtschaftliche Nutzung der Insel führten innerhalb kürzester Zeit zur Ausrottung der Art. Die letzte Freilandsichtung war im Zapata-Sumpf im Jahr 1864. Der letzte Kuba-Ara starb vermutlich 1885. In verschiedenen naturwissenschaftlichen Sammlungen, darunter Berlin und Dresden, befinden sich noch Bälge dieses Vogels.
Ein Pärchen wurde ab 1760 in der Menagerie des kaiserlichen Schlosses Schönbrunn in Wien gehalten.

## Etymologie und Forschungsgeschichte
Die Erstbeschreibung des Kuba-Aras erfolgte 1811 durch Johann Matthäus Bechstein unter dem wissenschaftlichen Namen Ara tricolor. Das Typusexemplars geht auf François Levaillant L'Ara tricolor zurück, der bei seiner Beschreibung keinen wissenschaftlichen Namen verwendet hatte. 1799 führte Bernard Germain Lacépède die neue Gattung Ara ein. Dieses Wort stammt aus der Sprache der Tupi  und beschreibt onomatopoetisch die Laute der Aras. Der Artname »tricolor« ist ein lateinisches Wortgebilde aus »tri-, tres« für »drei-, drei« und »color, coloris« für »Farbe, farbig«.